# Tribunal Internacional de Crímenes contra las Mujeres
El Tribunal Internacional de Crímenes contra las Mujeres fue un tribunal popular convocado del 4 al 8 de marzo de 1976 celebrado en el Palacio de Congresos de Bruselas para denunciar los crímenes y la violencia contra las mujeres que contó con la participación de más de 2000 mujeres de 40 países.

## Historia
La creación del Primer Tribunal Internacional de Crímenes contra las Mujeres (PTICM) nació durante la Conferencia Internacional Feminista de Frankfurt, en noviembre de 1974 y se consolidó un año después una reunión internacional que tuvo lugar en París, donde se designaron las ocho integrantes del comité coordinador del tribunal.
Diana E. H. Russell y Nicole Van Den Ven, las principales organizadoras del tribunal, se inspiraron en los delitos de Guerra Internacional de Bertrand Russell, un tribunal popular sobre los crímenes cometidos en la Guerra de Vietnam.

## Participantes
Entre otros aspectos, en este se destaca el riesgo por su vida que tuvieron que tomar muchas asistentes al acudir al Tribunal. Los registros de las participantes del PTICM fueron quemados para evitar la persecución de las participantes.
Al tribunal asistieron más 2000 procedentes de 40 países: Alemania Occidental, Antillas, Australia, Austria, Bélgica, Brasil, Canadá, Chile, Dinamarca, Egipto, Escocia, España, Estados Unidos, Inglaterra, Francia, Grecia, Guinea, Holanda, Islandia, India, Irán, Irlanda, Israel, Italia, Japón, Corea, Luxemburgo, México, Mozambique, Noruega, Filipinas, Portugal, Puerto Rico, Sudáfrica, Suiza, Suecia, Siria, Taiwán, Vietnam y Yemen.

## Contenido
Se trataron temas que incluyen crímenes médicos y económicos, violación, prisioneros políticos, delitos contra lesbianas, violencia doméstica, prostitución, pornografía y feminicidio.
Numerosos testimonios fueron proporcionados por escrito por mujeres que no pudieron asistir al tribunal.
Para Frances Doughty, una de las asistentes, el Tribunal confirmó que "la opresión de mujeres en general y de las lesbianas en particular es realmente mundial"
La poetisa lesbiana Pat Parker fue una de las colaboradoras aportando su testimonio sobre su hermana mayor asesinada por su marido.
Durante la celebración del tribunal se realizó una nueva edición de la marcha "Take Back the Night". Esta marcha se celebró por primera vez en San Francisco en 1973 en contra de la pornografía y tuvo nuevas convocatorias en Estados Unidos relacionados con protestas contra la violencia hacia las mujeres.

## Impacto
Las organizadoras Russell y Van Den Ven publicaron, en 1976, un libro sobre lo ocurrido en el Tribunal: Crímenes contra La Mujer: Actas del Tribunal Internacional.